# Cisteinil leukotrienski receptor 1
Cisteinil leukotrienski receptor 1 je protein koji je kod ljudi kodiran CYSLTR1 genom.
Cisteinil leukotrieni LTC4, LTD4 i LTE4 su posrednici ljudske bronhijalne astme. Farmakološke studije su utvrdile da cisteinil leukotrieni aktiviraju najmanje 2 receptora, protein kodiran ovim genom i CYSLTR2. Ovaj receptor je član superfamilije G protein spregnutih receptora. Aktivacija ovog receptora LTD4 ligandom dovodi kontrakcija i proliferacije glatkih mišića, eozinofilne migracije i oštećenja sluznog sloja pluća.

## Further reading
- Gronert K; Martinsson-Niskanen T; Ravasi S;  . (2001). „Selectivity of recombinant human leukotriene D(4), leukotriene B(4), and lipoxin A(4) receptors with aspirin-triggered 15-epi-LXA(4) and regulation of vascular and inflammatory responses.”. Am. J. Pathol. 158 (1): 3—9. PMC 1850279 . PMID 11141472. doi:10.1016/S0002-9440(10)63937-5.
- Sjöström M; Jakobsson PJ; Heimburger M;  . (2001). „Human umbilical vein endothelial cells generate leukotriene C4 via microsomal glutathione S-transferase type 2 and express the CysLT(1) receptor.”. Eur. J. Biochem. 268 (9): 2578—86. PMID 11322876. doi:10.1046/j.1432-1327.2001.02142.x.
- Mellor EA, Maekawa A, Austen KF, Boyce JA (2001). „Cysteinyl leukotriene receptor 1 is also a pyrimidinergic receptor and is expressed by human mast cells.”. Proc. Natl. Acad. Sci. U.S.A. 98 (14): 7964—9. PMC 35451 . PMID 11438743. doi:10.1073/pnas.141221498.
- Mita H, Hasegawa M, Saito H, Akiyama K (2002). „Levels of cysteinyl leukotriene receptor mRNA in human peripheral leucocytes: significantly higher expression of cysteinyl leukotriene receptor 2 mRNA in eosinophils.”. Clin. Exp. Allergy. 31 (11): 1714—23. PMID 11696047. doi:10.1046/j.1365-2222.2001.01184.x.
- Shirasaki H; Kanaizumi E; Watanabe K;  . (2003). „Expression and localization of the cysteinyl leukotriene 1 receptor in human nasal mucosa.”. Clin. Exp. Allergy. 32 (7): 1007—12. PMID 12100046. doi:10.1046/j.1365-2222.2002.01425.x.
- Ohshima N; Nagase H; Koshino T;  . (2002). „A functional study on CysLT(1) receptors in human eosinophils.”. Int. Arch. Allergy Immunol. 129 (1): 67—75. PMID 12373000. doi:10.1159/000065175.
- Strausberg RL; Feingold EA; Grouse LH;  . (2003). „Generation and initial analysis of more than 15,000 full-length human and mouse cDNA sequences.”. Proc. Natl. Acad. Sci. U.S.A. 99 (26): 16899—903. PMC 139241 . PMID 12477932. doi:10.1073/pnas.242603899.
- Ohd JF; Nielsen CK; Campbell J;  . (2003). „Expression of the leukotriene D4 receptor CysLT1, COX-2, and other cell survival factors in colorectal adenocarcinomas.”. Gastroenterology. 124 (1): 57—70. PMID 12512030. doi:10.1053/gast.2003.50011.
- Chibana K, Ishii Y, Asakura T, Fukuda T (2003). „Up-regulation of cysteinyl leukotriene 1 receptor by IL-13 enables human lung fibroblasts to respond to leukotriene C4 and produce eotaxin.”. J. Immunol. 170 (8): 4290—5. PMID 12682264.
- Espinosa K, Bossé Y, Stankova J, Rola-Pleszczynski M (2003). „CysLT1 receptor upregulation by TGF-beta and IL-13 is associated with bronchial smooth muscle cell proliferation in response to LTD4.”. J. Allergy Clin. Immunol. 111 (5): 1032—40. PMID 12743568. doi:10.1067/mai.2003.1451.
- Walch L, Norel X, Gascard JP, Brink C (2003). „Arachidonic acid inhibits cysteinyl-leukotriene receptor activation in human pulmonary vessels.”. Adv. Exp. Med. Biol. 525: 75—9. PMID 12751740.
- Nielsen CK; Ohd JF; Wikström K;  . (2003). „The leukotriene receptor CysLT1 and 5-lipoxygenase are upregulated in colon cancer.”. Adv. Exp. Med. Biol. 525: 201—4. PMID 12751768.
- Mechiche H; Naline E; Candenas L;  . (2003). „Effects of cysteinyl leukotrienes in small human bronchus and antagonist activity of montelukast and its metabolites.”. Clin. Exp. Allergy. 33 (7): 887—94. PMID 12859443. doi:10.1046/j.1365-2222.2003.01696.x.
- Ota T; Suzuki Y; Nishikawa T;  . (2004). „Complete sequencing and characterization of 21,243 full-length human cDNAs.”. Nat. Genet. 36 (1): 40—5. PMID 14702039. doi:10.1038/ng1285.
- Yang G; Haczku A; Chen H;  . (2004). „Transgenic smooth muscle expression of the human CysLT1 receptor induces enhanced responsiveness of murine airways to leukotriene D4.”. Am. J. Physiol. Lung Cell Mol. Physiol. 286 (5): L992—1001. PMID 15064240. doi:10.1152/ajplung.00367.2003.
- Gerhard DS; Wagner L; Feingold EA;  . (2004). „The status, quality, and expansion of the NIH full-length cDNA project: the Mammalian Gene Collection (MGC).”. Genome Res. 14 (10B): 2121—7. PMC 528928 . PMID 15489334. doi:10.1101/gr.2596504.
- Naik S; Billington CK; Pascual RM;  . (2005). „Regulation of cysteinyl leukotriene type 1 receptor internalization and signaling.”. J. Biol. Chem. 280 (10): 8722—32. PMID 15590629. doi:10.1074/jbc.M413014200.
- Corrigan C; Mallett K; Ying S;  . (2005). „Expression of the cysteinyl leukotriene receptors cysLT(1) and cysLT(2) in aspirin-sensitive and aspirin-tolerant chronic rhinosinusitis.”. J. Allergy Clin. Immunol. 115 (2): 316—22. PMID 15696087. doi:10.1016/j.jaci.2004.10.051.

## Spoljašnje veze
- „Leukotriene Receptors: CysLT1”. IUPHAR Database of Receptors and Ion Channels. International Union of Basic and Clinical Pharmacology. Архивирано из оригинала 03. 03. 2016. г.